# Bayt Natar
Bayt Natar (tiếng Ả Rập: بيت ناطر, đã Latinh hoá: Bait Nātar, tiếng Thổ Nhĩ Kỳ: Beit Nater) là một ngôi làng Syria nằm trong phó huyện Ayn Halaqim ở huyện Masyaf ở tỉnh Hama. Theo Cục Thống kê Trung ương Syria (CBS), Bayt Natar có dân số 1.304 trong cuộc điều tra dân số năm 2004. Cư dân của nó chủ yếu là người Turkmen.